# Boeing PW-9
Le Boeing PW-9 ou FB-5 ou Model 15 / Model 67 est un avion militaire de l'entre-deux-guerres, avion de chasse biplan à cockpit ouvert, construit par Boeing dans les années 1920. Il a été employé par toutes les composantes des forces aériennes américaines de l'époque :
- l'United States Army Air Service (USAAS), ancêtre de l'USAAF, sous la désignation PW-9 (P signifie Pursuit type c'est-à-dire intercepteur, et W signifie Water Cooled, c'est-à-dire moteur refroidi par eau). Après le PW-9, l'USAAS abandonna la distinction entre les moteurs à refroidissement par eau et par air, et les avions de chasse ne portèrent plus que le sigle P.
- l'US Navy ainsi que l'US Marine Corps sous la désignation FB en tant que chasseur embarqué[1] (F signifie Fighter c'est-à-dire avion de combat, et B pour le constructeur Boeing).

## Conception
En 1923, les sociétés Boeing et Curtiss avaient toutes deux réussi à obtenir des contrats avec l'armée de l'air américaine pour la construction de chasseurs propulsés par le moteur en ligne Curtiss D-12 à refroidissement par eau, qui avait fait ses preuves. Boeing fabriqua pour l'armée le PW-9. Pour ne pas faire figure d'enfant pauvre, la marine, qui suivait de près les tests du PW-9, commanda 14 autres appareils, rigoureusement identiques au PW-9, qu'elle baptisa FB-1 car elle avait son propre système de désignation : F pour Fighter c'est-à-dire avion de combat, et B pour Boeing. Le FB effectua son vol initial en juin 1923. Il se présentait comme un biplan muni d'un moteur en ligne Curtiss de 435 ch. 
Sur ces 14 avions, les 10 premiers exemplaires, livrés à partir de décembre 1924, allèrent à l'US Marine Corps. Ils étaient dépourvus de dispositif d'arrêt pour appontage sur porte-avions. 
Les 11e et 12e avions furent navalisés, avec une crosse d'appontage mais aussi des crochets d'essieu et un fuselage renforcé. Le moteur Curtiss D-12 fut remplacé par un moteur en ligne Packard 1A-1500 de 510 ch. Cette version fut désignée FB-2, à ne pas confondre avec le Boeing F2B qui succéda à cet appareil en 1928.
Le 13e exemplaire était identique au FB-2 mais pourvu de deux flotteurs à la place du train d'atterrissage. Il fut rebaptisé FB-3.
Le 14e et dernier avion disposait d'un atterrisseur à deux flotteurs et d'un moteur en étoile Wright P-1 refroidi par air de 450 ch. Il fut désigné FB-4. Cet appareil fut par la suite remotorisé avec un Pratt & Whitney R-1340 Wasp de 400 ch et renommé FB-6.
Le FB-5 fut la version la plus modifiée par rapport à la version originale FB-1, avec le retour au moteur à refroidissement par eau un Packard 2A-1500 de 520 ch. Il effectue son premier vol le 27 octobre 1926. Ce fut aussi la version la plus produite. Il est construit à 27 exemplaires, tous livrés à la Navy le 21 janvier 1927, qui servent sur le porte-avions USS Langley (CV-1).

## Variantes
- Model 15 ou PW-9 : première version à moteur Curtiss D-12 de 435 ch.

- Model 15A ou PW-9A : version améliorée du PW-9

- Model 15B ou PW-9B : armement différent, jamais achevé

- Model 15C ou PW-9C : les 15 PW-9B sont transformés en PW 9C avec des gouvernes modifiées

- FB-1 : identique au PW-9. 10 exemplaires construits.

- FB-2 : version navalisée, à moteur en ligne Packard 1A-1500 de 510 ch. 2 exemplaires construits.

- FB-3 : atterrisseur à deux flotteurs. 1 exemplaire construit.

- FB-4 : atterrisseur à deux flotteurs et moteur en étoile Wright P-1 refroidi par air de 450 ch.

- Model 67 ou FB-5 : version de série (27 exemplaires) avec moteur Packard 2A-1500 de 520 ch et train d’atterrissage renforcé.

Deux Boeing FB-5 existent encore, un au musée de l'United States Marine Corps à Quantico et un au musée de Chino (Planes of Fame Museum).
- FB-6 : nouvelle désignation du FB-4 avec moteur Pratt & Whitney R-1340 Wasp de 400 ch.

- AT-3 : désignation d'un PW-9A (no 26-374) converti en avion d'entraînement avec un moteur Wright-Hispano[4].

## Autres caractéristiques
De même que pour le Naval Aircraft Factory TS, l'âge et les progrès de la technique firent du FB un appareil périmé. Heureusement, son successeur le Boeing F2B était prêt à commencer une nouvelle escalade des performances avec son rival le Curtiss F6C Hawk. Mais le FB a laissé sa marque, avec une production de 43 appareils, chiffre important pour l'époque. Il a aussi marqué le début des installations d'armes en option, en permettant (sur le FB-5) le remplacement d'une des deux mitrailleuses de calibre .30 (7,62 mm en mesures européennes) par une arme de calibre .50 (12,7 mm).

### Développement lié
- Boeing XP-8
- Boeing F2B

### Aéronefs comparables
- Curtiss P-1 (en)
- Fokker PW-7